# Copris evanidus
Copris evanidus är en skalbaggsart som beskrevs av Johann Christoph Friedrich Klug 1855. Copris evanidus ingår i släktet Copris och familjen bladhorningar. Inga underarter finns listade i Catalogue of Life.